# En Leur Morne/Discompere
En Leur Morne/Discompere es una localidad de Santa Lucía, que forma parte del distrito de Dennery.